# UTC+8:45

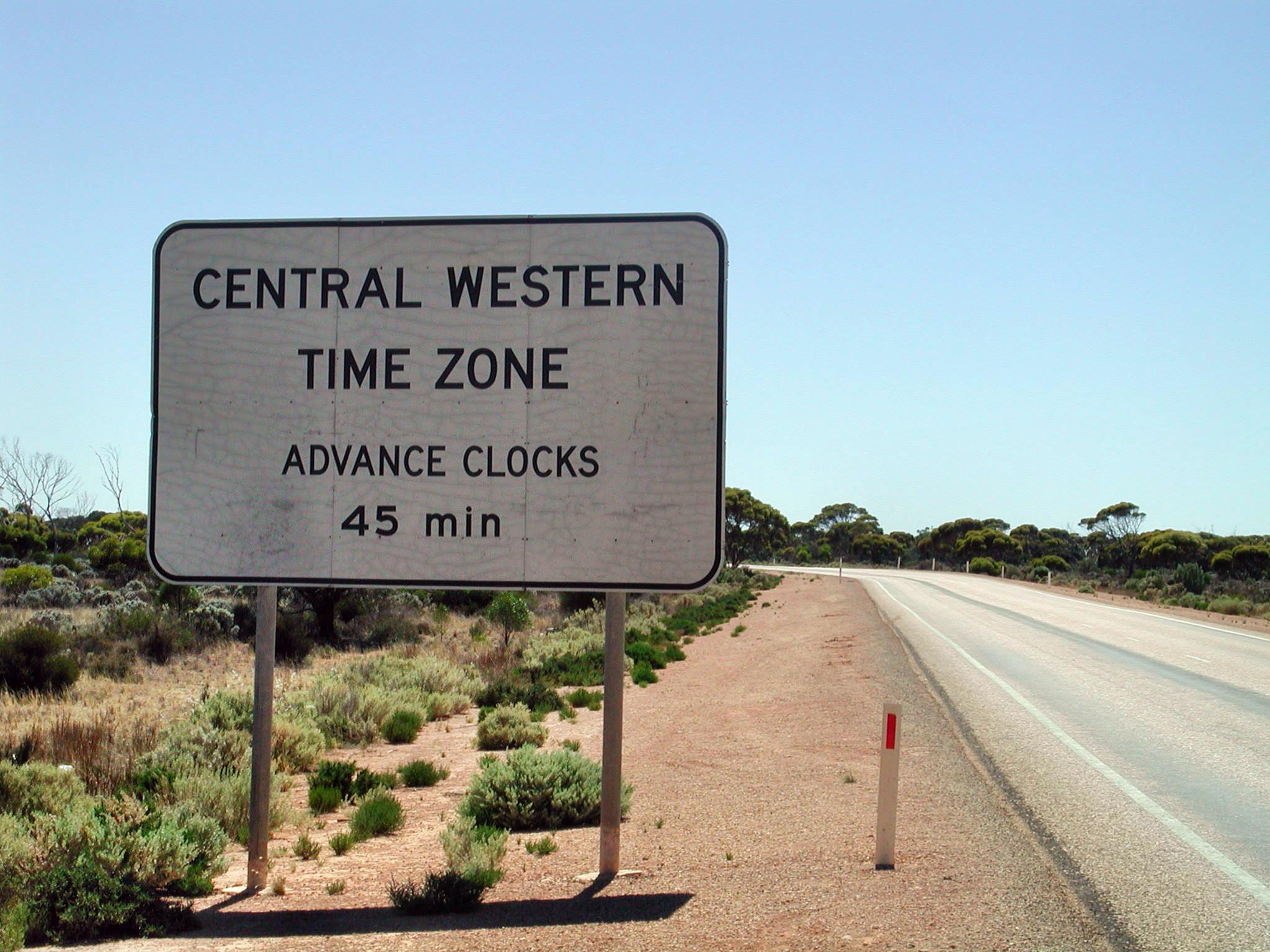
Знак на шоссе Эйр, информирующий о переходе на новый часовой пояс

UTC+8:45 — часовой пояс для пяти австралийских населённых пунктов: Кейгуна, Юкла, Мадьюра, Мандрабилла, Бордер-Виллидж. UTC+8:45 также используется в некоторых дорожных домах вдоль шоссе Эйр в Западной Австралии и Южной Австралии. Хотя время не закреплено юридически ни правительством штата, ни федеральным правительством, границы, где оно начинается и заканчивается, чётко понимаются и признаются местными властями штата Шир-оф-Дандас и часто указываются на дорожных картах этой местности. Дорожные знаки на шоссе Эйр советуют путешественникам перевести часы на 45 минут.

## Круглый год
- Австралия (часть):
  - штат Западная Австралия (часть):
    - населённый пункт Кейгуна[англ.],
    - населённый пункт Юкла[англ.],
    - населённый пункт Мадьюра,
    - населённый пункт Мандрабилла,

  - штат Южная Австралия (часть):
    - населённый пункт Бордер-Виллидж[англ.].

## История
Время, примерно соответствующее UTC+8:45, применялось в Владивостоке до введения в России системы часовых поясов.